# Varennes (Tarn-et-Garonne)
Varennes település Franciaországban, Tarn-et-Garonne megyében. Lakosainak száma 640 fő (2022. január 1.). Varennes Saint-Nauphary, Villemur-sur-Tarn, Verlhac-Tescou és Villebrumier községekkel határos.

## Népesség
A település népessége az elmúlt években az alábbi módon változott:
| Lakosok száma | 596  | 567  | 585  | 591  | 611  | 632  | 637  | 645  | 640  |
|               | 2013 | 2015 | 2016 | 2017 | 2018 | 2019 | 2020 | 2021 | 2022 |